# Älskar, älskar ej
Älskar, älskar ej är ett studioalbum från 1988 av den norska sångerskan Elisabeth Andreasson. Det spelades in i Nashville, Tennessee, USA i mitten av 1988, i Synchrosound Studio och Sound Emporium Studios, och släpptes senare under samma år.
Albumet innehåller både coverversioner och nyskrivetmaterial, på engelska och svenska. Hon tolkar bland annat "You're No Good" och Bryan Adams "No Way to Treat a Lady" och Eagles "Desperado", med text på svenska av Stefan Lagström. Bland de nyskrivna låtarna medverkade hon som låtskrivare på två, titelspåret "Älskar, älskar ej", där hon skrev texten själv, och musiken tillsammans med Wendy Waldman, samt "Krossat glas", där hon skrivit musiken tillsammans med Peter Lundblad. Första singel ut var "Kärlekens hav", som skrevs av Janne Bark och Lasse Lindbom, som utkom ungefär samtidigt som albumet. Andra singlar var "Endlessly" och "That's where the Trouble Lies". Albumets största hitlåtar blev "Älskar, älskar ej", som tillägnades dåvarande pojkvännen Åsmund Brøvig, "Nobody there But Me", "That's where the Trouble Lies", "Kärlekens hav", "Desperado" och "Endlessly". Sistnämnda fick hon och musikerna direkt av låtskrivarna Bruce Roberts och Janis Ian när inspelningen pågick.
Ett tolfte spår skulle också ha funnits, men skivbolaget tvingades stryka en låt, "Jag vill ha en man", som hon skrivit en egen text på svenska till och en tvist uppstod mellan skivbolaget och låtskrivaren, amerikanska sångerskan och låtskrivaren Carly Simon, som inte godkände den nya texten.
I samband med albumsläppet tuffade hon till stilen. Albumet blev en framgång, och hennes första soloalbum att även släppas på CD. Albumesläppet följdes en turné i Skandinavien under perioden mars–september 1989.

## Låtlista
1. «You're No Good» (Clint Ballard jr.)
2. «Älskar, älskar ej» (Elisabeth Andreassen/Wendy Waldman)
3. «Nobody There But Me» (Bruce Hornsby/John Hornsby/Charley Hayden)
4. «That's Where the Trouble Lies» (Bruce Roberts/Donna Weiss)
5. «Krossat glas» (Elisabeth Andreassen/Peter Lundblad)
6. «Endlessly» (Bruce Roberts/Janis Ian)
7. «Kärlekens hav» (Janne Bark/Lasse Lindbom)
8. «No Way to Treat a Lady» (Bryan Adams/Jim Vallance)
9. «One Little Heart» (Josh Leo/Wendy Waldman)
10. «Where There's Love There's a Way» (Alan Roy Scott/Wendy Waldman)
11. «Desperado» (Glenn Frey/Don Henley/Stefan Lagström)

## Medverkande

### Musiker
- Elisabeth Andreasson – sång, körsång
- Wendy Waldman – körsång
- Mac McAnally – gitarr, körsång
- Brad Parker – gitarr
- Brent Rowan – gitarr
- Willie Weeks – basgitarr
- Gary Prim – keyboard
- Eddie Bayers – trummor
- Mia Lindgren – körsång

### Produktion
- Stefan Lagström – musikproducent
- Wendy Waldman – musikproducent
- Dennis Ritchie – ljudtekniker
- Gary Laney – ljudtekniker
- Tony Sandin – foto
- Ermalm's Egenart – omslagsdesign